# John Murray, IV duca di Atholl
John Murray, IV duca di Atholl (30 giugno 1755 – Dunkeld, 29 settembre 1830), è stato un nobile scozzese.

## Biografia
Era il figlio maggiore di John Murray, III duca di Atholl, e di sua moglie, Lady Charlotte Murray, VIII baronessa Strange, figlia di James Murray, II duca di Atholl.

## Carriera
Nel 1774 successe al padre nel titolo ducale e fu eletto pari rappresentante scozzese. Nel 1786 fu creato barone Murray, di Stanley nella contea di Gloucester, e conte Strange nella nobiltà di Gran Bretagna, che gli diede un seggio automatico nella Camera dei Lord. In seguito servì come Lord luogotenente del Perthshire (1794-1830) e prestò giuramento nel Consiglio privato nel 1797. Nel 1793 fu nominato Capitano Generale e Governatore in Capo dell'Isola di Man. Successe a sua madre nella baronia di Strange nel 1805.
È stato Gran Maestro della Antient Grand Lodge of England (1775-1781 e 1791-1812).
Durante la sua amministrazione della Blair Estate ha piantato oltre 20 milioni di alberi su un'area di 16.000 acri, usando cannoni pieni di semi per spargere semi sulle alte colline, guadagnando il soprannome di "The Planting Duke". Introdusse il larice giapponese in Gran Bretagna, piantando gli alberi a Dunkeld, dove si sono ibridati con il primo larice europeo in Gran Bretagna, piantato da suo zio, il secondo duca, dando origine al larice di Dunkeld. Nel 1796-97 piantò pini e larici intorno alle cascate di Bruar come tributo al defunto Robert Burns, in risposta alla sua poesia The Humble Petition of Bruar Water to the Noble Duke of Atholl (1787). Il Duca scrisse "Observations on Larch" nel 1807 incoraggiandone ulteriormente la coltivazione, che praticò su larga scala.

## Matrimoni

### Primo Matrimonio
Sposò, il 26 dicembre 1774 a Londra, Jane Cathcart (20 maggio 1754-5 dicembre 1790), figlia di Charles Cathcart, IX Lord Cathcart. Ebbero nove figli:
- Lady Charlotte Murray (23 ottobre 1775-31 maggio 1832)[1], sposò in prime nozze Sir John Menzies, non ebbero figli, e in seconde nozze Sir Adam Drummond, ebbero sette figli;
- Lady Mary Louisa Murray (11 dicembre 1776-1777);
- John Murray, V duca di Atholl (26 giugno 1778-14 settembre 1846);
- Lady Amelia Sophia Murray (5 luglio 1780-19 giugno 1849), sposò James Drummond, VI visconte di Strathallan, ebbero otto figli;
- James Murray, I barone Glenlyon (29 maggio 1782-12 ottobre 1837), sposò Lady Emily Percy, ebbero quattro figli;
- Lord Edward Murray (11 settembre 1783-19 marzo 1795);
- Lord Robert Murray (13 marzo 1785-5 febbraio 1793);
- Lady Elizabeth Murray (19 aprile 1787-12 aprile 1846), sposò Sir Evan MacGregor, ebbero nove figli;
- Lord Frederick Murray (13 ottobre 1788-11 aprile 1789).

### Secondo Matrimonio
Sposò, l'11 marzo 1794 a Londra, Margery Forbes (3 febbraio 1761-3 ottobre 1842), figlia di James Forbes, XVI Lord Forbes e Catherine Innes, vedova di John Mackenzie, Lord MacLeod. Ebbero due figli:
- Catherine Murray (1795-1796)
- Charles Murray (1799-agosto 1824)[10][11]

## Morte
Morì nel settembre del 1830, a 75 anni. La duchessa di Atholl morì nel mese di ottobre 1842, a 81 anni.

## Ascendenza
|                                    |                                         |                                              | Genitori                                           |  |  | Nonni |  |  | Bisnonni                         |  |  | Trisnonni                             |  |
|                                    |                                         |                                              |                                                    |  |  |       |  |  | 8. John Murray, I duca di Atholl |  |  | 16. John Murray, I marchese di Atholl |  |
|                                    |                                         |                                              |                                                    |  |  |       |  |  | 8. John Murray, I duca di Atholl |  |  | 16. John Murray, I marchese di Atholl |  |
|                                    |                                         | 17. Amelia Sophia Ann Stanley                |                                                    |  |  |       |  |  | 8. John Murray, I duca di Atholl |  |  |                                       |  |
| 4. George Murray                   |                                         |                                              |                                                    |  |  |       |  |  | 8. John Murray, I duca di Atholl |  |  |                                       |  |
|                                    |                                         | 9. Catherine Douglas                         | 18. William Douglas                                |  |  |       |  |  |                                  |  |  |                                       |  |
|                                    |                                         | 9. Catherine Douglas                         | 18. William Douglas                                |  |  |       |  |  |                                  |  |  |                                       |  |
|                                    |                                         | 9. Catherine Douglas                         | 19. Anne Hamilton, III duchessa di Hamilton        |  |  |       |  |  |                                  |  |  |                                       |  |
| 2. John Murray, III duca di Atholl |                                         | 9. Catherine Douglas                         |                                                    |  |  |       |  |  |                                  |  |  |                                       |  |
|                                    |                                         | 10. James Murray                             | 20. David Murray                                   |  |  |       |  |  |                                  |  |  |                                       |  |
|                                    |                                         | 10. James Murray                             | 20. David Murray                                   |  |  |       |  |  |                                  |  |  |                                       |  |
|                                    |                                         | 10. James Murray                             | 21. Sara                                           |  |  |       |  |  |                                  |  |  |                                       |  |
| 5. Amelia Murray                   |                                         | 10. James Murray                             |                                                    |  |  |       |  |  |                                  |  |  |                                       |  |
|                                    |                                         | 11. Amelia Murray                            | 22. John Murray, VIII di Strowan                   |  |  |       |  |  |                                  |  |  |                                       |  |
|                                    |                                         | 11. Amelia Murray                            | 22. John Murray, VIII di Strowan                   |  |  |       |  |  |                                  |  |  |                                       |  |
|                                    |                                         | 11. Amelia Murray                            | 23. Margaret Dow                                   |  |  |       |  |  |                                  |  |  |                                       |  |
| 1. John Murray, IV duca di Atholl  |                                         | 11. Amelia Murray                            |                                                    |  |  |       |  |  |                                  |  |  |                                       |  |
|                                    | 12. John Murray, I duca di Atholl (= 8) | 24. John Murray, I marchese di Atholl (= 16) |                                                    |  |  |       |  |  |                                  |  |  |                                       |  |
|                                    | 12. John Murray, I duca di Atholl (= 8) | 24. John Murray, I marchese di Atholl (= 16) |                                                    |  |  |       |  |  |                                  |  |  |                                       |  |
|                                    | 12. John Murray, I duca di Atholl (= 8) | 25. Amelia Sophia Ann Stanley (= 17)         |                                                    |  |  |       |  |  |                                  |  |  |                                       |  |
| 6. James Murray, II duca di Atholl | 12. John Murray, I duca di Atholl (= 8) |                                              |                                                    |  |  |       |  |  |                                  |  |  |                                       |  |
|                                    |                                         | 13. Catherine Douglas (= 9)                  | 26. William Douglas (= 18)                         |  |  |       |  |  |                                  |  |  |                                       |  |
|                                    |                                         | 13. Catherine Douglas (= 9)                  | 26. William Douglas (= 18)                         |  |  |       |  |  |                                  |  |  |                                       |  |
|                                    |                                         | 13. Catherine Douglas (= 9)                  | 27. Anne Hamilton, III duchessa di Hamilton (= 19) |  |  |       |  |  |                                  |  |  |                                       |  |
| 3. Charlotte Murray                |                                         | 13. Catherine Douglas (= 9)                  |                                                    |  |  |       |  |  |                                  |  |  |                                       |  |
|                                    |                                         | 14. Thomas Frederick                         | 28. John Frederick                                 |  |  |       |  |  |                                  |  |  |                                       |  |
|                                    |                                         | 14. Thomas Frederick                         | 28. John Frederick                                 |  |  |       |  |  |                                  |  |  |                                       |  |
|                                    |                                         | 14. Thomas Frederick                         | 29. Mary Rouse                                     |  |  |       |  |  |                                  |  |  |                                       |  |
| 7. Jane Frederick                  |                                         | 14. Thomas Frederick                         |                                                    |  |  |       |  |  |                                  |  |  |                                       |  |
|                                    |                                         | 15. Leonora Maresco                          | 30. Charles Maresco                                |  |  |       |  |  |                                  |  |  |                                       |  |
|                                    |                                         | 15. Leonora Maresco                          | 30. Charles Maresco                                |  |  |       |  |  |                                  |  |  |                                       |  |
|                                    |                                         | 15. Leonora Maresco                          | 31. Leonora Le Thieullier                          |  |  |       |  |  |                                  |  |  |                                       |  |
|                                    |                                         | 15. Leonora Maresco                          |                                                    |  |  |       |  |  |                                  |  |  |                                       |  |